# Mario De Donà
Mario De Donà, noto anche con lo pseudonimo di Eronda (Treviso, 6 settembre 1924 – Trieste, 21 marzo 2009), è stato un designer e grafico italiano.
Rinomato e prolifico artista, ha svolto, per sua scelta, l'attività professionale a Belluno e nell'area veneta, lavorando per le maggiori imprese commerciali e industriali locali dagli anni '60 agli anni '90. La sua passione per lo humor graphic lo ha invece portato a importanti relazioni con un mondo più ampio, partecipando, con lusinghieri risultati, ai molti festival dell'umorismo e della satira grafica in Europa e in America, intrattenendo nel tempo salde relazioni con molti colleghi artisti di tutto il mondo.
Il lavoro di grafica, la creazione dei marchi e logotipi, come i progetti grafici ed editoriali, li ha sempre eseguiti rigorosamente a mano, con squadra, compasso e china. Dagli inizi degli anni '70, dopo l'introduzione sul mercato dei famosi Letraset, i caratteri trasferibili a secco, ha modo di evolvere le tecniche di lettering.
L'opera grafica artistica, caratterizzata da un sottile e originale senso dello humor e del nonsense, è realizzata con la tecnica del collage con carte e cartoncini e, raramente, con altri materiali. Le opere, abbozzate a penna, sono costruite con il ritaglio "in continuo" delle parti che servivano a comporre l'opera. A volte la carta viene manipolata con tagli, graffi o anche bruciacchiata, come nel suo collage The End.

## Biografia
Figlio di Curio, di Lorenzago di Cadore, e di Maria Genovese, si trasferisce molto presto, con la famiglia, a Belluno. Lasciati gli studi ginnasiali, completa la sua formazione scolastica all'Istituto d'Arte di Venezia (ai Carmini), allievo dello storico dell'arte Giulio Lorenzetti e del pittore Carlo Della Zorza. Nel 1942, ancora studente, vince il terzo premio nazionale ai Ludi Juveniles di Firenze. Ottiene un modesto incarico di insegnante a Belluno dalla preside Praloran e, con i documenti della Amministrazione tedesca, può recarsi a Venezia senza il rischio di essere vittima dei rastrellamenti dei fascisti della RSI. Consegue il diploma di Maestro d'Arte nel 1946 con una tesi sulla storia del libro, composta a mano e stampata al torchio in tre esemplari.
La sua prima mostra, che titola: Figurine diaboliche infernali di scheletri e fantasmini, si tiene a Belluno nel giugno del 1944 presso la Saletta dell'Albergo Cappello, unico coraggioso riferimento in quegli anni di guerra. Nell'immediato dopoguerra partecipa attivamente alla vita culturale della città, stringendo duraturi rapporti con quei giovani che saranno gli animatori della cultura bellunese e veneta degli anni a seguire.
Dopo aver lavorato in tutti gli ambiti del design e dell'arredamento, agli inizi degli anni '60 decide di dedicarsi esclusivamente al mestiere (nel senso munariano di arte come mestiere) del graphic-design, realizzando, nei vent'anni successivi, marchi, loghi e logotipi, progetti grafici e di impaginazione per le maggiori imprese artigianali e industriali. Si impegna graficamente per promuovere il marchio "made in Italy" di quelle aziendel locali che operavano per il vicino mercato estero. In progetti quali il design del rinnovato Parco Comunale di Belluno, il logo per la Comunità Montana Bellunese o la grafica corporate per il trasporto pubblico Dolomitibus egli si dimostra attento ai temi della grafica di "pubblica utilità".
Coltiva un percorso parallelo nel campo della grafica umoristica, che lo fa conoscere e apprezzare nel mondo, e attraverso la quale esprime il suo sottile, a volte surreale, senso dell'umorismo, maturando un tratto grafico inventivo e incisivo al tempo stesso. Frequenta e ottiene molti riconoscimenti e premi ai tanti festival che dominano il panorama internazionale, soprattutto degli anni '70.
Nel 1985 edita la summa della sua opera grafica nel volume Encyclopedia grafica, una vita di copertine, presentato in occasione della mostra antologica al palazzo Crepadona di Belluno. Questo libro è anche il segno di un limite raggiunto: Eronda non gode di ottima salute, è stanco, il mercato è in crisi, arriva la grafica informatica con le sue soluzioni semplificate proposte sottocosto. Pensa di lasciare l'attività, ma pochi anni dopo arriva l'importante incarico da parte Certottica, importante azienda di certificazione, per un progetto corporate che durerà alcuni anni.
Nel 1997 si trasferisce definitivamente a Trieste, dove ancora disegna e lavora ai suoi collage. Nel 2003, quasi a coronamento di una vita professionale lunga e intensa, vince l'ambito premio Grand Prix 'Marco Biassoni' al Cartoon Contest di Gallarate, che propone un tema a lui molto caro: il nonsense.
Colpito da un ictus nel 2007, muore due anni dopo, il primo giorno di primavera. 
Le ceneri, per sua espressa volontà, sono al cimitero di Lorenzago di Cadore.

### Gli inizi della carriera
Mentre il concetto di “visual art” è ben chiaro nella sua mente, la nozione del mestiere di grafico e di designer non è ancora ben compreso nell'Italia del primo dopoguerra. Eronda, che ha avuto una solida educazione pittorica, e una concreta formazione tipografica, inizia la sua carriera praticando una visual art ante litteram nei diversi ambiti dell'illustrazione, arredo, arredo urbano e realizzando i primi lavori pubblicitari nelle tipografie con cui collabora.
Le prime attività di illustratore e di "grafico tipografo" sulla stampa locale sono datate 1943 e proseguono fino agli anni '50, con la realizzazione delle tavole illustrate per il libro di Pierina Boranga Conoscere gli animali, per Vallecchi editore. La stessa Boranga lo chiama, in quegli anni, a tenere corsi sperimentali di disegno didascalico e rappresentativo alla scuola elementare Aristide Gabelli (di ispirazione montessoriana), di cui lei è Direttrice didattica. 
Il segno grafico è già molto personale e fortemente riconoscibile, seppure ancora acerbo; intanto però si affianca una produzione pittorica dove emerge invece la ricerca di quelle geometrie che saranno alla base del lavoro grafico degli anni successivi. Il tema dominante sono la montagna e, soprattutto, i pini stilizzati in forma di triangolo, tema ricorrente questo che ritornerà anche nella produzione grafica successiva: un esempio è nel logotipo della testata Bellunesi nel Mondo disegnato nel 1966.

### La svolta degli anni '60
Intanto conosce Bruno Munari, suo indiscusso maestro, e lo incontra nel suo studio, mentre esplora il mercato milanese, all'epoca capitale della grafica. Nel 1960 Munari lo presenta con una personale alla galleria Montenapoleone di Milano, che gli apre molti contatti professionali, tra cui quelli con l'editore Mondadori, ma non ne subisce le lusinghe e conferma la sua residenza professionale a Belluno: "Io sono un pazzo che abita in mezzo ai monti, e mi faccio tutto, come un buon artigiano antico", oppure: "Che ci fa a Belluno un grafico? (...) io sto in provincia in un posto salubre e tranquillo" 
Nella mostra di Milano, Eronda presenta la sua più recente produzione artistica, che propone delle nuove figure stilizzate, che risentono molto della lezione di Munari e primi esperimenti di collage con tecniche miste.
Nel 1967 cura la grafica del catalogo e il design della mostra Le Storie di Dino Buzzati, organizzata dai Lions all'Auditorium di Belluno, presentata da Giuseppe Mazzotti che, con Eronda, è promotore dell'iniziativa.
Dopo il premio Dattero d’oro nel 1969, tema Luna, espone con successo nel 1971 al Salon international de la caricature a Montréal . Nel 1973 è nominato presidente di giuria a Skopje per la mostra-evento nel decimo anniversario del terremoto. Vince il Gran Premio Internazionale Scacchiera nel 1992, alla 24ª edizione di Umoristi a Marostica che ha per tema "Sfortuna". Nel 1994 partecipa alla collettiva "Omaggio a Fellini", organizzata dalla Biennale dell'Umorismo d'Arte di Tolentino;
Nel 2003 gli è assegnato il Premio Speciale Sandro Carlesso per la sperimentazione grafico-stilistica alla 35ª edizione della Rassegna Internazionale Umoristi a Marostica, e il prestigioso Grand Prix 'Marco Biassoni' all'International Cartoon Contest di Gallarate, tema "nonsense".
In occasione del centenario della nascita, sono state organizzate due mostre a cura degli eredi di Eronda, della Magnifica Comunità di Cadore e del comune di Lorenzago di Cadore: Il rigore dell'ironia (una summa della sua opera dedicata allo humor graphic e alla tecnica del collage) a Pieve di Cadore e una a Lorenzago sulla fase pittorica del primo periodo dell'artista, dal titolo La montagna indipinta. Il catalogo è stato pubblicato da Antiga edizioni.
Le opere e la documentazione relativa al lavoro grafico e artistico dell'autore sono raccolte in un fondo presso l'Associazione Fondo Eronda Belluno.

## Riconoscimenti
- Dattero d'Oro, Salone Internazionale dell'Umorismo di Bordighera (1969)
- Targa d'argento, Lucca Comix, concorso per un nuovo fumetto, Lucca (1971)
- Gran Premio Internazionale Scacchiera, sezione grafica pubblicitaria, Umoristi a Marostica (1973)
- Premio speciale “Sandro Carlesso”, Umoristi a Marostica (1991)
- Gran Premio Internazionale Scacchiera, Umoristi a Marostica (1992)
- Premio speciale “Sandro Carlesso”, Umoristi a Marostica (2003)
- Grand Prix 'Marco Biassoni', International Cartoon Contest, Gallarate (2003)

## Esposizioni
- personale, Galleria Montenapoleone, 1960
- personale, Palazzo Tomitano, Feltre, 1963
- personale, Museo Civico, Belluno, 1963
- personale, Galleria Torbandena, Trieste, 1965
- personale, Galleria Adelphi, Padova, 1966
- collettiva, Reed House Piccadilly, Londra 1967
- collettiva, Circolo De Amicis, Milano, 1972
- personale, Museo delle Arti Contemporanee, Skopje, 1973
- personale, Palazzo Crepadona, Belluno, 1985
- personale, Le Bistrot de Venice, Venezia, 2005
- personale, Clarion Hotel River, Silea, 2006
- per il centenario della nascita, Il rigore dell'ironia, Pieve di Cadore, 2024
- per il centenario della nascita, La montagna indipinta, Lorenzago di Cadore, 2024